# Сайфиддинов, Далер
Сайфиддинов, Далер — таджикский тхэквондист, мастер спорта международного класса, Заслуженный мастер спорта Республики Таджикистан.

## Биография
Родился в 1984 году в Душанбе. Родной брат (старший) Сайфиддинова Дилшода. 
Живёт в США.

## Спортивные достижения
1. Чемпион мира среди юниоров
  1. 1998 г., Личный спарринг, среди мужчин до 52 кг[1].
2. Чемпион мира среди мужчин
  1. 2001 г. . Командное силовое разбивание,
  2. 2003 г. . Командная спецтехника, среди мужчин,
  3. 2007 г. . Комплексные упражнения (тыли) среди мужчин 
  4. 2009 г. . Личный спарринг среди мужчин до 78 кг[1].
3. Победитель Кубка Европы
  1. 2000 г. .  Личный спарринг, среди мужчин до 54 кг,
  2. 2001 г. . Командные тыли, среди мужчин,
  3. 2003 г. . Командные тыли, среди мужчин,
  4. 2004 г. . Командный спарринг, среди мужчин
  5. 2006 г. . Личный спарринг, среди мужчин до 71 кг[1].
4. Чемпион Азии
  1. 2002 г. . Командный спарринг,
  2. 2006 г. .  Личный спарринг, среди мужчин до 71 кг,
  3. 2008 г. . Личный спарринг среди мужчин до 71 кг. . Командный спарринг, среди мужчин. . Самооборона среди мужчин[1].
5. Абсолютный чемпион Азии — 2008 года . Личный спарринг среди мужчин до 71 кг. . Командный спарринг, среди мужчин. . Самооборона среди мужчин[1].
6. Абсолютный чемпион мира — 2009 года 1) Личный спарринг среди мужчин до 78 кг. 2) Комплексное упражнение (тыли), среди мужчин. 3) Самооборона среди мужчин[1].
7. Обладатель чёрного пояса IV дан — воспитанник Федерации таеквондо и кикбоксинга Республики Таджикистан[2].